# Гриценко Іван Єфремович
Іва́н Єфре́мович Грице́нко (близько 1885 — 1936, Ізмаїл) — український і російський оперний співак (драматичний тенор). Чоловік співачки Ольги Грозовської.

## Життєпис
Вокальну освіту здобув приватно в Москві у Л. Донського.
1908 року невдало дебютував на сцені Большого театру.
1909—1910 — соліст Оперного театру Зиміна (Москва).
1910—1911 — соліст Київської опери.
1912—1913 — працював у Харківській опері.
1913—1914 — соліст Тифліської опери.
1911—1912, 1916—1919 — соліст Одеського оперного театру.
1914—1915 — співав в Маріїнській опері в Петрограді.
1915—1916 — артист московського оперного театру «Народний дім».
Володів рідкісним за красою й силою звуку голосом драматичного характеру.
Блискучий виконавець українських народних пісень, романсів М. Лисенка, В. Заремби, А. Єдлічки, Б. Підгорецького.
1911 і 1914 років на київській фірмі «Екстрафон» записав 36 творів, зокрема декілька українських народних пісень («Повій, вітре, на Вкраїну», «Дивлюсь я на небо», «Ой не шуми, луже», «Сонце низенько») і низку романсів та дуетів (з Ольгою Грозовською) Глинки, Заремби, Лисенка.
1919 через хворобу залишив сцену й переїхав в Ізмаїл.

## Партіі
- Андрій, Герман («Мазепа», «Винова краля» Чайковського)
- Самозванець («Борис Годунов» Мусоргського)
- Собінін («Життя за царя» Глинки)
- Садко («Садко» Римського-Корсакова)
- Радамес, Манріко («Аїда», «Трубадур» Верді)
- Каніо («Паяци» Леонкавалло)
- Самсон («Самсон і Даліла» Сен-Санса)
- Рауль («Гугеноти» Мейєрбера)
- Єлеазар («Жидівка» Галеві)
- Ернані («Ернані» Верді)
- Турідду («Сільська честь» Масканьї)
- Хозе («Кармен» Бізе)